# Mines de San Antonio del Nuevo Mundo
Les mines de San Antonio del Nuevo Mundo s'ouvraient en Bolivie près de l'ancienne cité minière du même nom, commune de San Pablo de Lipez, province de Sud Lipez, département de Potosi en Bolivie. Située à environ 10 km au sud du village de San Antonio de Lipez, San Antonio del Nuevo Mundo est une cité éphémère complètement ruinée qui a connu un développement rapide au cours du XVIIe siècle avec l'exploitation des mines d'argent de la vice-royauté du Pérou.

## Les exploitations minières du département de Potosi
L'extraction minière a été le principal moteur de l'économie des colonies américaines de l'Espagne. Cette économie a fourni à l'Europe les métaux précieux dont elle avait besoin pour favoriser les échanges monétaires. Localement, l'exploitation minière est à l'origine du développement des marchés régionaux et a eu des répercussions sur la vie des populations autochtones des Andes, occasionnant d'importants déplacements de population.

### Le site minier de Potosi
L'un des plus grands événements de l'histoire minière des Andes a eu lieu en 1545, avec la découverte par les Espagnols de la colline de Potosí (Cerro Rico). Au XVIe siècle, les mines de Potosí ont fourni l'essentiel de l'argent exporté vers l'Europe. Pendant leur apogée, ces mines représentaient environ 90% de la production d'argent de la vice-royauté du Pérou. Ces exploitations minières de Potosi ont permis le développement du principal centre urbain de l'Amérique qui comptait alors 160 000 habitants. Ce nombre équivalait à une ville de la taille de Londres ou Paris à la même époque.

### Les facteurs de développement
Trois facteurs déterminants ont concouru au développement spectaculaire de la ville minière de Potosi : le travail forcé (mita), la technique de l'amalgame au mercure et son approvisionnement. Le travail forcé, institué par le gouvernement colonial au cours de la décennie de 1570, prévoyait qu'une fraction de la population autochtone, des hommes âgés entre dix-huit et cinquante ans, aille travailler dans les mines et établissements de Potosi où était traité le minerai. Le salaire des hommes, soumis à la mita (travail obligatoire), était bien en dessous de ceux des autres.

### Les techniques
La technique de l'amalgame au mercure a pu être partiellement réalisée à froid, diminuant ainsi l'utilisation du bois dans des régions où il était rare, comme sur les hauts plateaux andins. Le minerai d'argent était broyé, puis mélangé au mercure ; cette technique a permis de réduire les coûts de production, mais a induit une certaine spécialisation dans l'organisation du travail.

### Le centre minier de San Antonio
Depuis la fin du XVIe siècle, il existe de nombreuses mines dans les Andes et notamment dans la région de Lípez. La plus importante d'entre elles était celle de San Antonio del Nuevo Mundo, située à plus de 4 500 mètres d'altitude. Des migrants venus de toutes les régions de la vice-royauté du Pérou, en particulier ceux de la province de Nor Lípez, se sont installés à San Antonio del Nuevo Mundo.

## San Antonio del Nuevo Mundo

### Les pics de production
Entre 1635 et 1647, les premiers filons d'argent ont été découverts, attirant une population qui a rapidement augmentée. Un premier pic de production a été atteint aux alentours de 1655, mais en 1660 des inondations dans les galeries ont compliqué la tâche des mineurs et des investisseurs qui ont fini par abandonner le site. Cependant au début des années 1670, les innovations techniques d'un mineur de Potosi permettent d'apporter des solutions au problème de l'ennoiement des galeries. Un deuxième pic de production est à nouveau atteint dans les années 1680-1690, et fait de la région de Lípez le second centre régional de production d’argent, après Potosí.

### Diversité de la population
L'étude des documents relatifs au recensement des populations a permis de connaître l'origine de la population de San Antonio. Les migrants venaient de lieux éloignés comme la vice-royauté du Pérou, de Cuzco et de l'actuelle province de Jujuy en Argentine. L'afflux de main-d'œuvre a également permis de satisfaire la demande des hommes contraints au travail qui ont pu ainsi payer quelqu'un pour les remplacer et trouver une place mieux rémunérée. Les registres anciens montrent une certaine diversité ethnique de la population de San Antonio : quelques esclaves venus d'Afrique, des Espagnols et des Portugais, des métis et des indigènes « libres », ne payant pas de tribut. En outre, il y avait dans la ville beaucoup de soldats désœuvrés à l'origine de conflits, notamment dans les établissements mal fréquentés : jeu de hasard, alcool et prostitution.

### L'environnement
Dans la province de Sud Lípez, l'environnement aride de San Antonio n'autorisait pas le développement de l'agriculture. En outre, la ville était assez éloignée des principaux centres urbains, c'est pourquoi il était nécessaire de tout d'acheminer : la nourriture pour la population, comme les fournitures nécessaires à l'exploitation minière. L'eau, indispensable à l'activité minière, était canalisée vers des roues et moulins utiles au traitement du minerai. Quelques rares pâturages existaient pour les lamas utilisés dans le transport des diverses marchandises.

### Le traitement du minerai

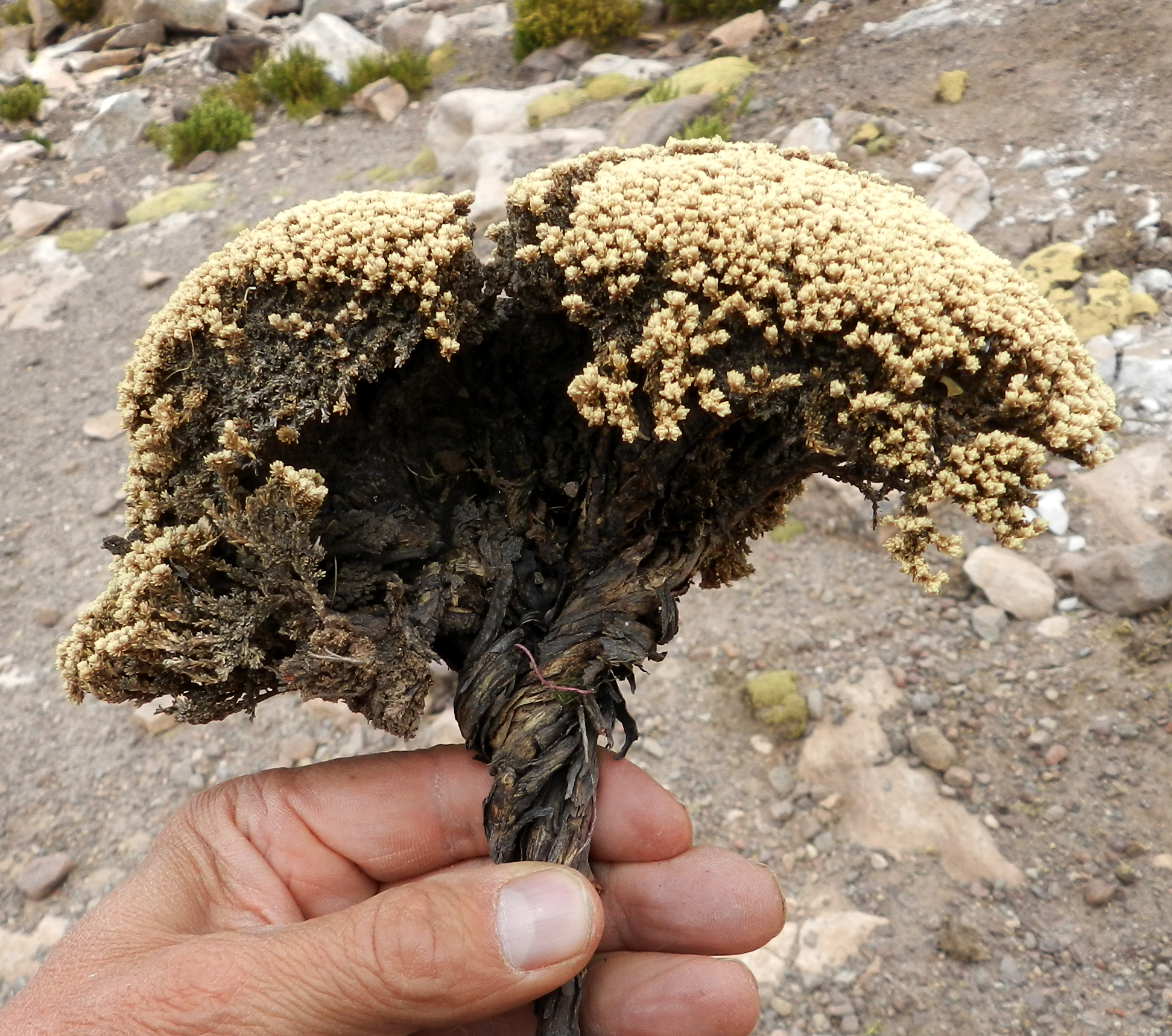
Yareta (Azorella compacta) à Estancia Sora, San Agustin, Province d'Enrique Baldivieso, Potosi, Bolivie.

De nombreux moulins permettaient de broyer le minerai au moyen de marteaux actionnés par la force hydraulique. On y trouvait également des fours de différentes tailles et des conteneurs pour séparer le mercure de l'argent. Près des zones de traitement du minerai était entreposée la « yareta » (Azorella compacta) une plante locale utilisée pour alimenter les fours.

### Décadence du site minier
Après le deuxième pic de production des années 1690, les galeries des mines ont été à nouveau inondées. Aucune solution n'était techniquement envisageable et les coûts d'exploitation ont augmenté jusqu'à devenir insupportables. Très rapidement, San Antonio s'est vidé de ses habitants. La population s'est dispersée à nouveau sur le territoire et a repris une distribution similaire à celle d'avant l'exploitation minière.
Aujourd'hui, de nombreux touristes étrangers, à destination de la réserve nationale de faune andine Eduardo Avaroa, marquent un court arrêt devant les ruines de San Antonio avant de reprendre leur route vers le sud.

## Illustrations

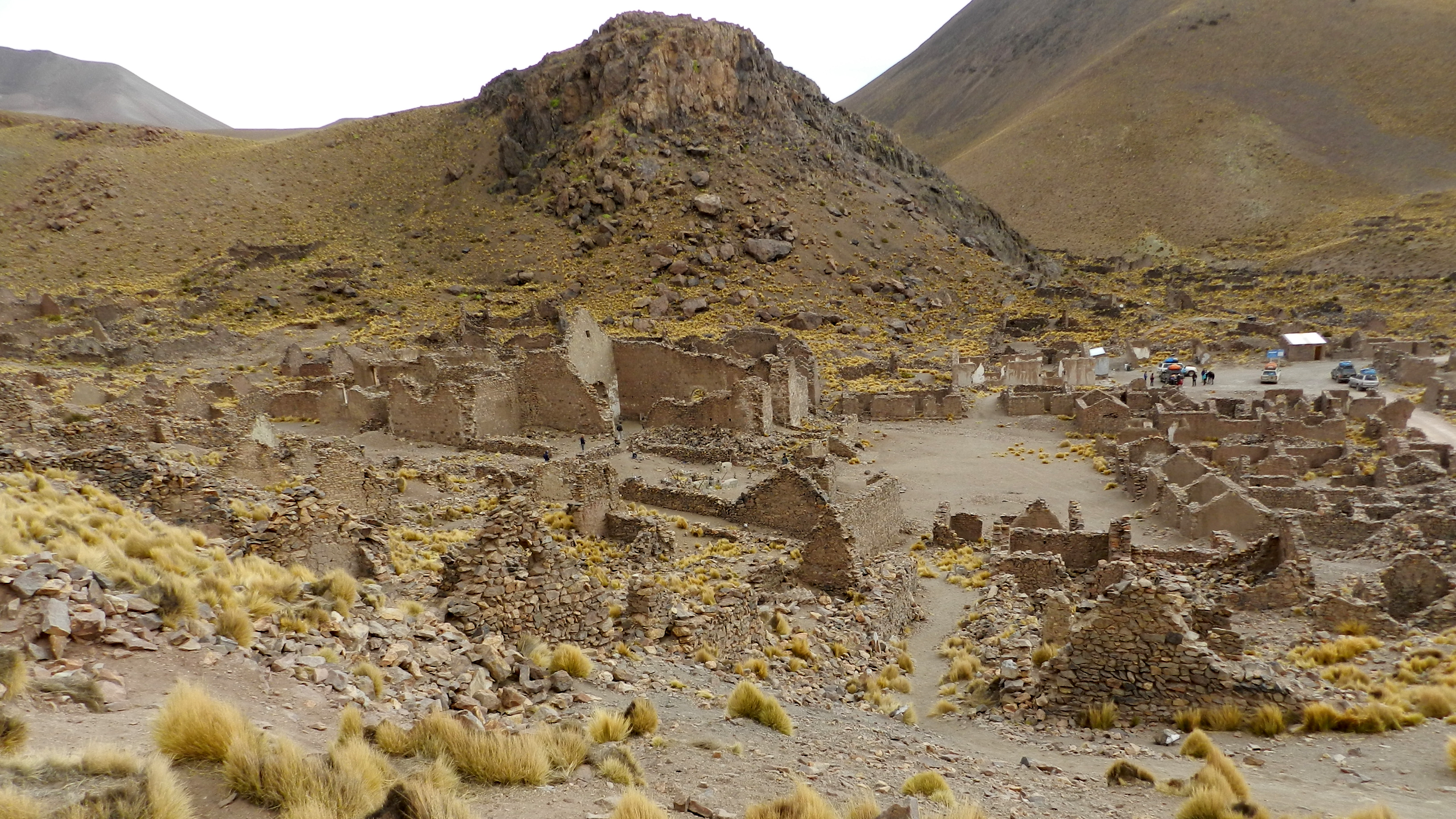
Vue générale de la ville de San Antonio del Nuevo Mundo.
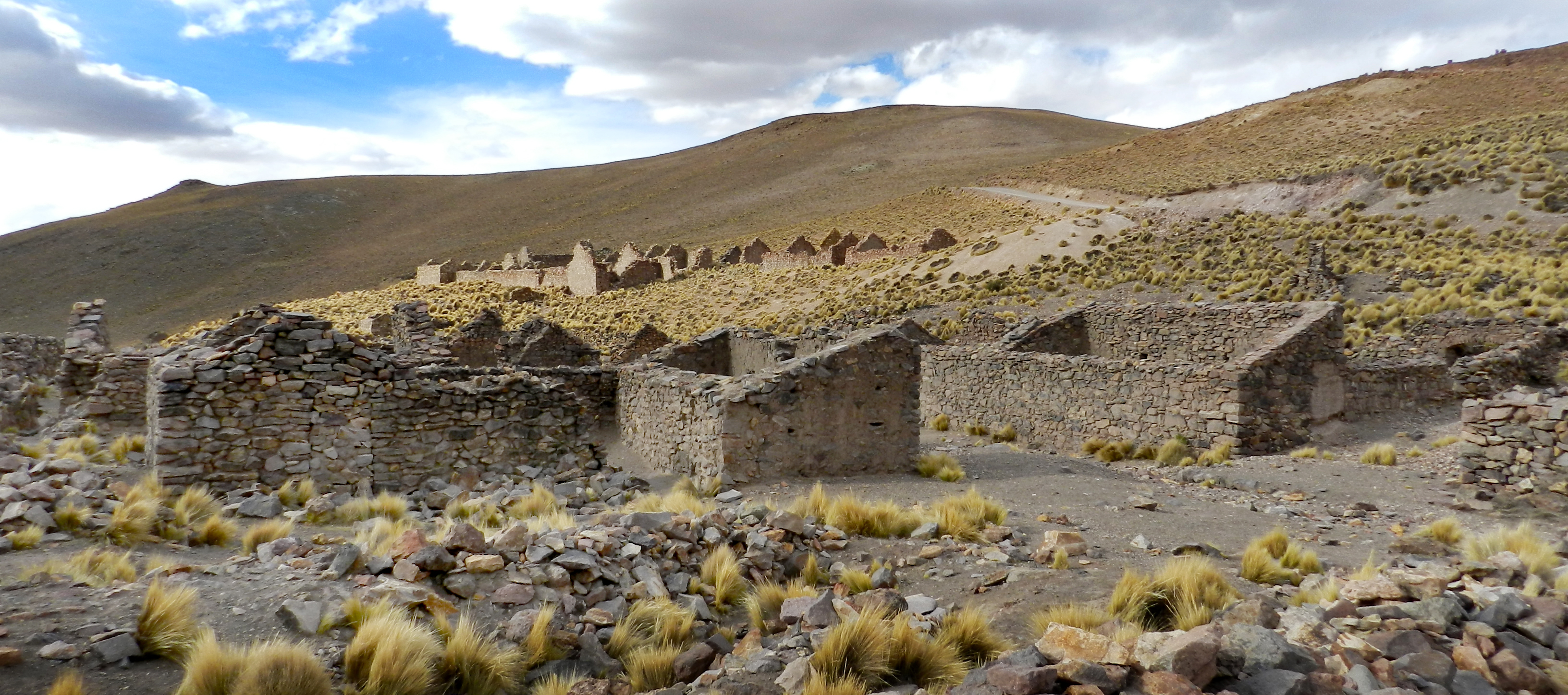
Quelques habitations de la ville minière.
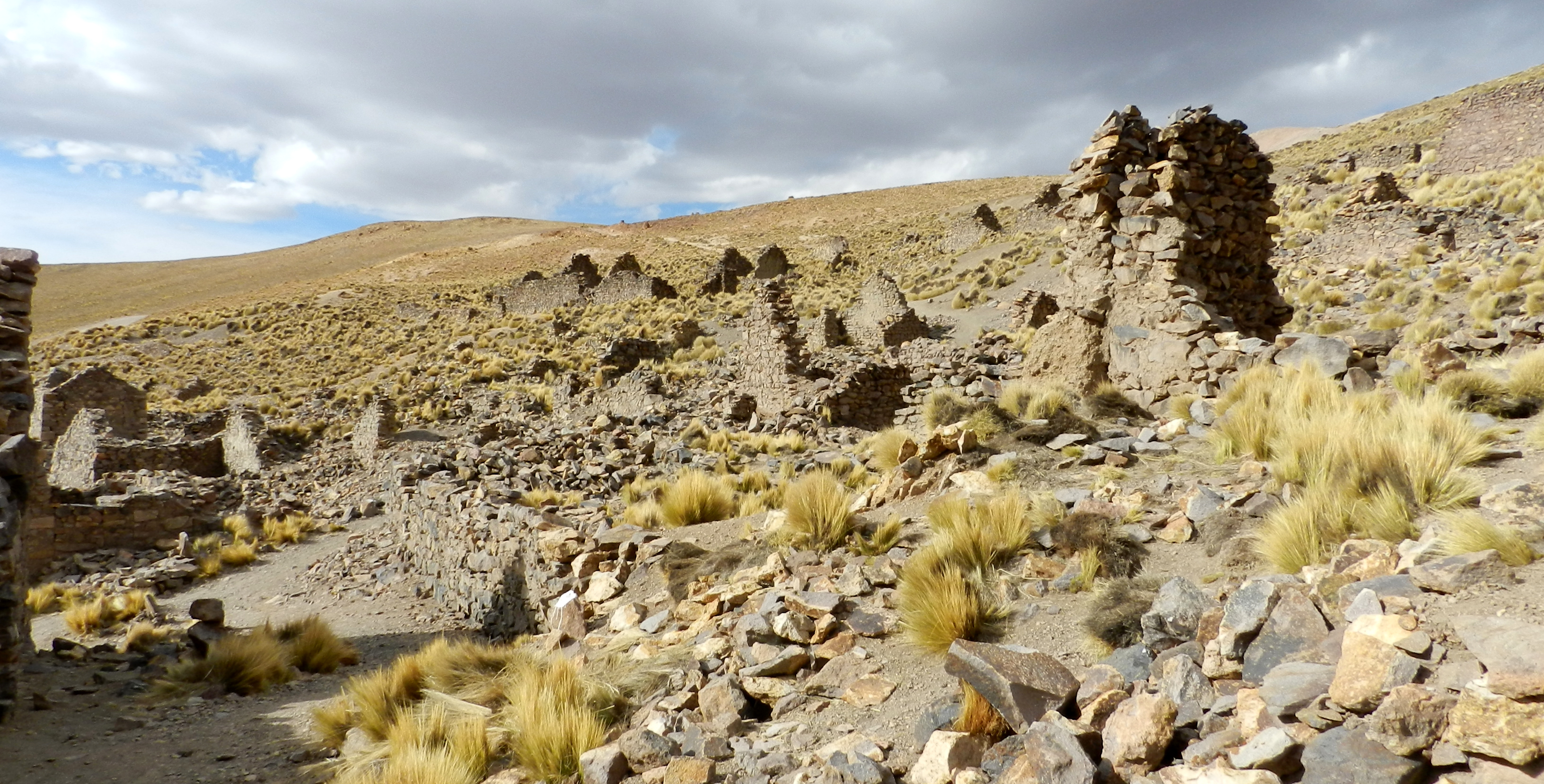
Restes de murs.
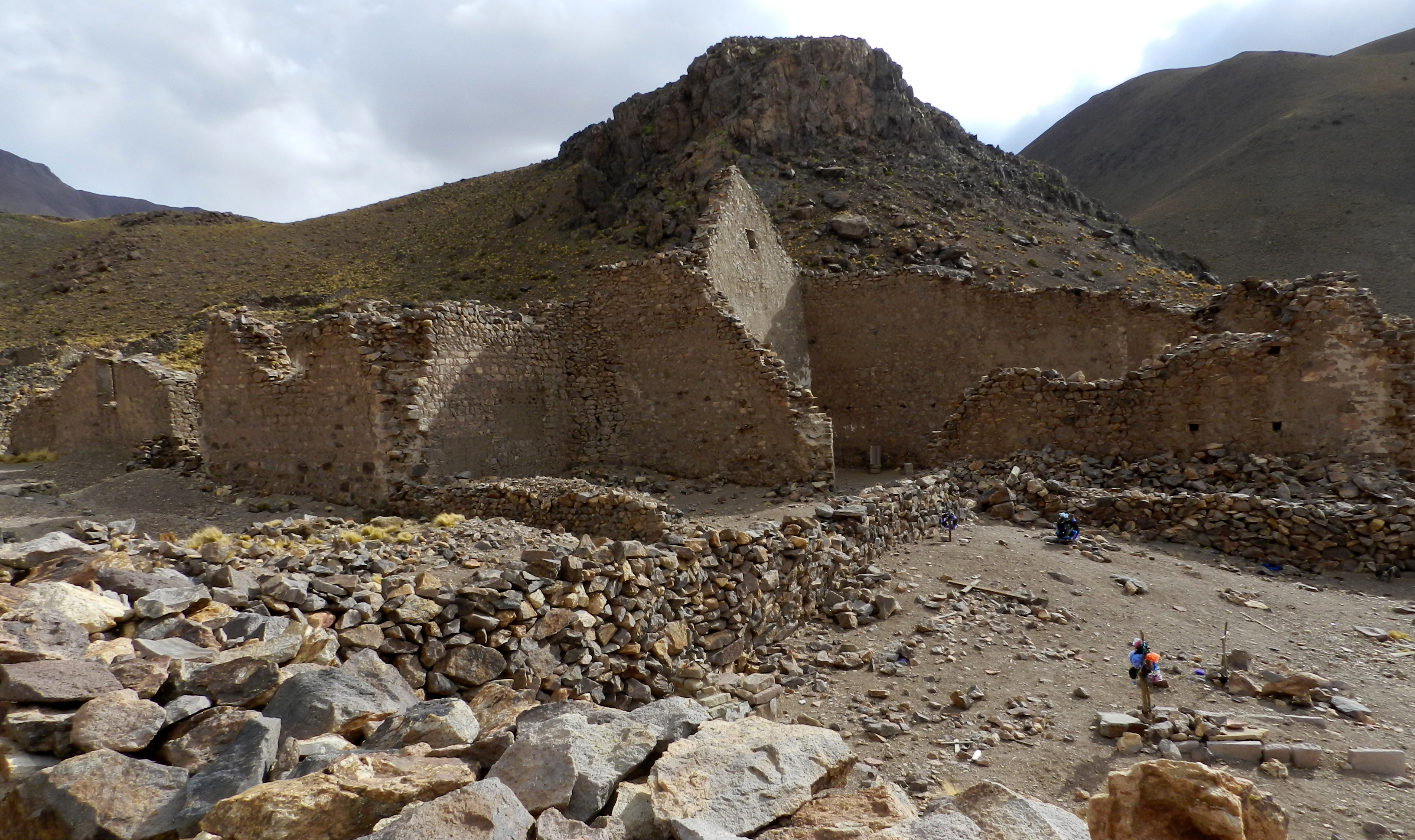
Ruines de l'ancienne église.
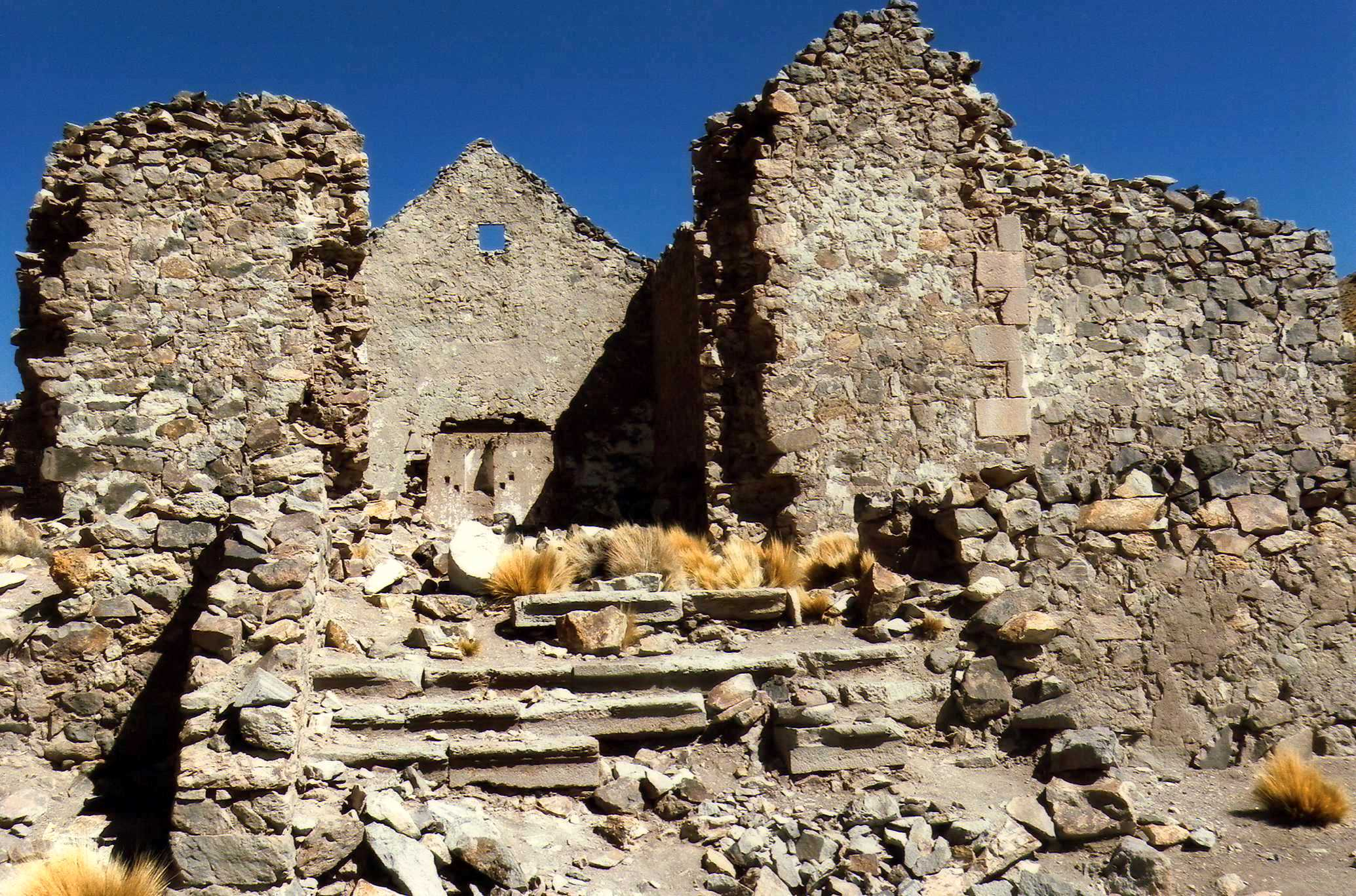
Ruines de l'ancienne église de San Antonio.
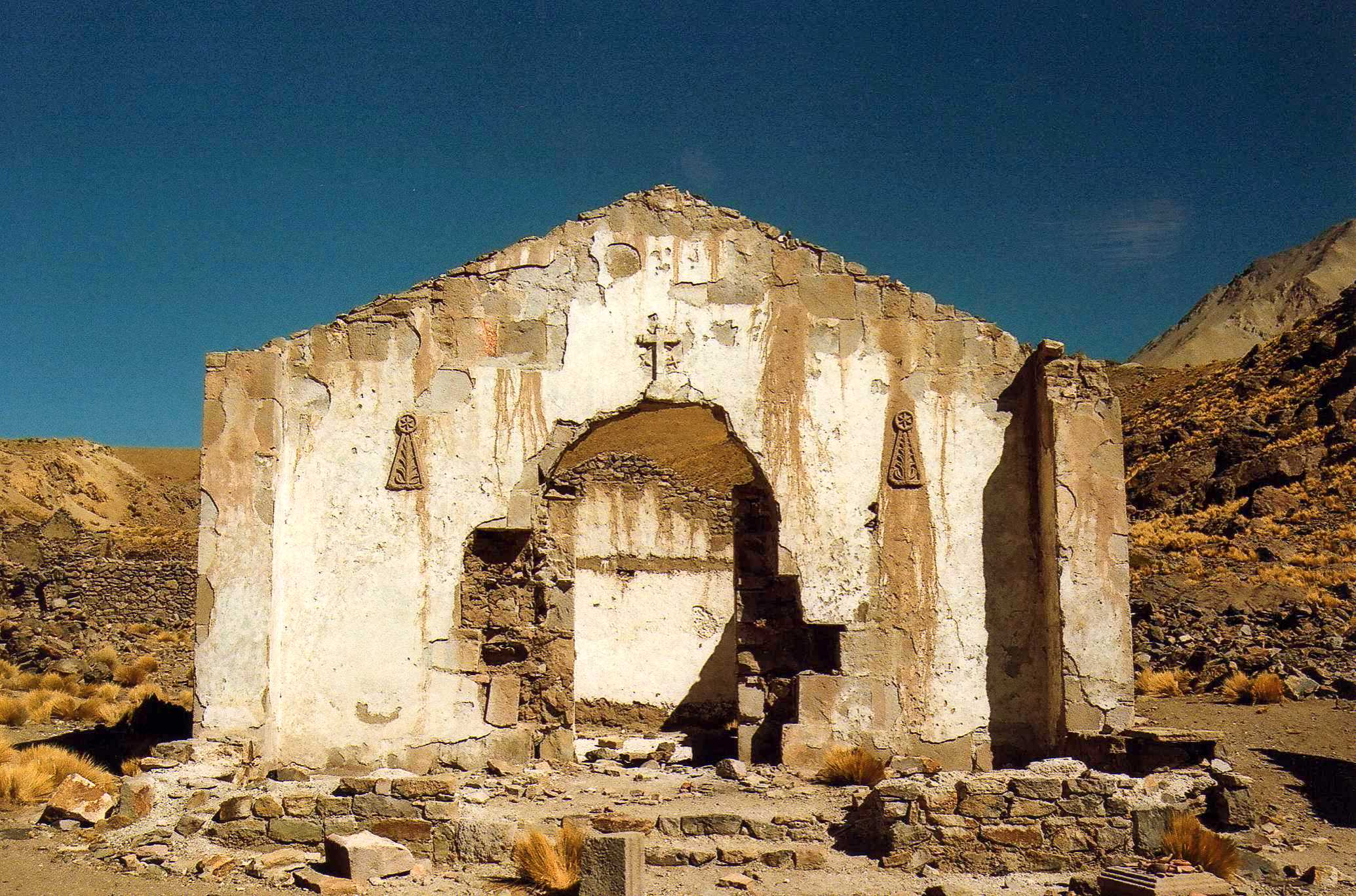
Ruines de la nouvelle église de San Antonio.
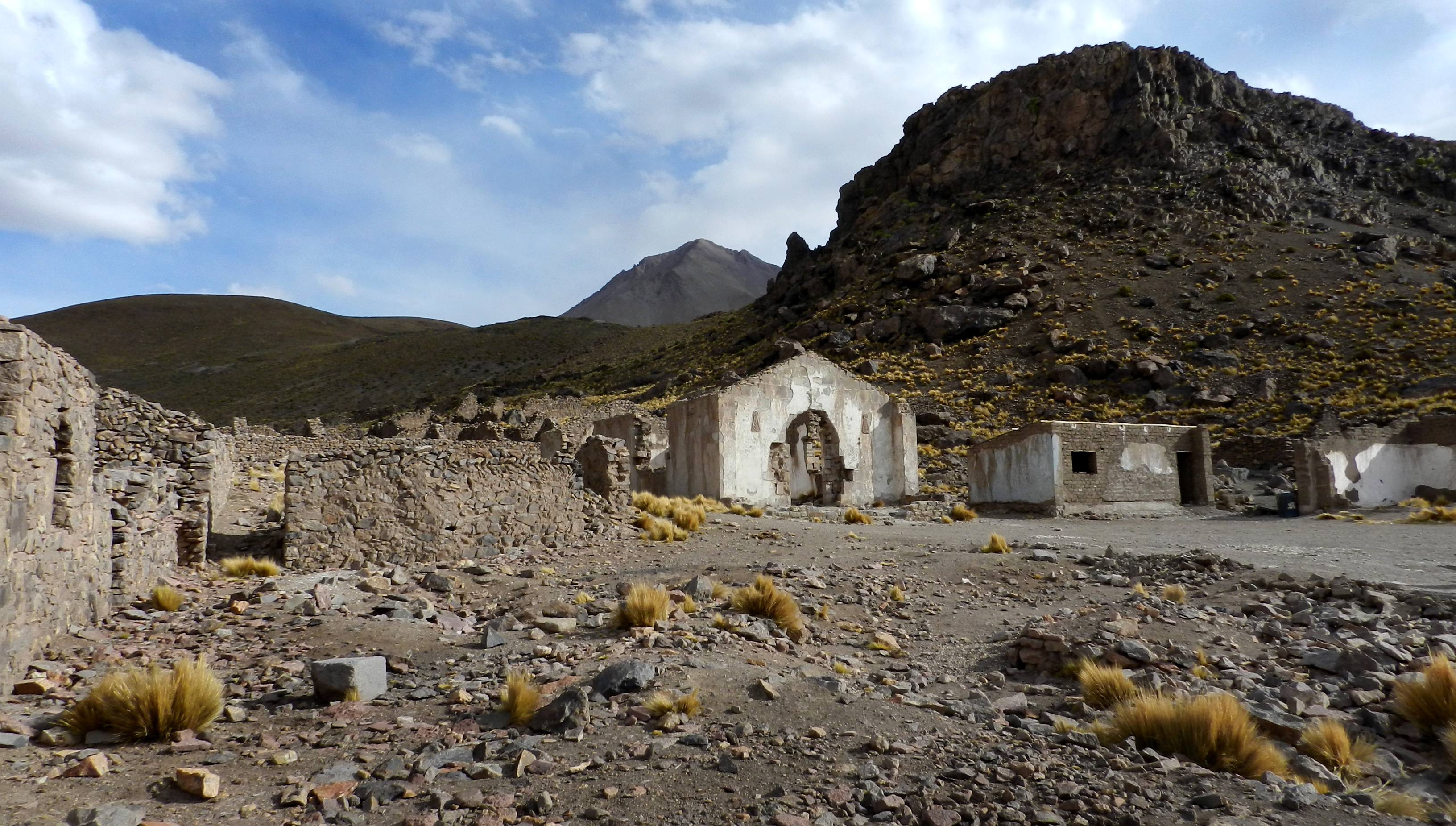
Nouvelle église de San Antonio del Nuevo Mundo.
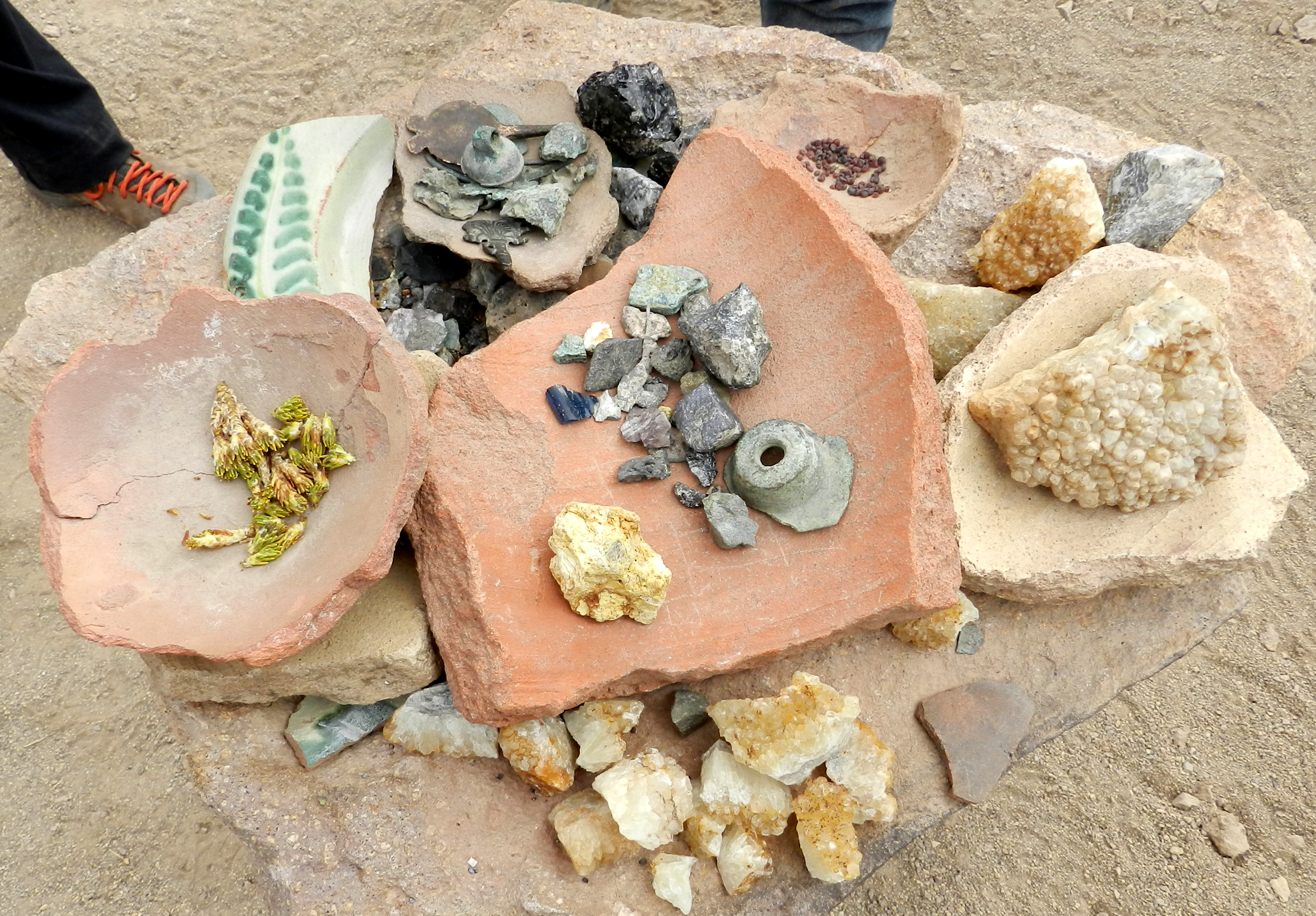
Divers objets archéologiques trouvés sur le site de San Antonio.